# Polysyncraton scobinum
Polysyncraton scobinum är en sjöpungsart som beskrevs av Kott 200. Polysyncraton scobinum ingår i släktet Polysyncraton och familjen Didemnidae. Inga underarter finns listade i Catalogue of Life.